# Cua del pa
Cua del pa és una fotografia feta per la fotògrafa Mey Rahola entre els anys 1936 i 1937.

## Descripció
Cua del pa és una fotografia vertical que mostra un grup de dones, a la Gran Via de Barcelona, fent la cua del racionament, coneguda popularment com “la cua del pa” durant la Guerra Civil espanyola. Tot i que Mey Rahola acostumava a utilitzar plans normals i tècniques pictorialistes, en aquesta fotografia l’autora utilitza recursos típics de l’avantguarda, com el picat directe i el joc d’ombres sobre la vorera. Degut a aquest punt de vista fotogràfic, combinat amb la direcció de la llum del sol, es creen unes ombres molt llargues que causen un caire inquietant. A més de les ombres, a nivell formal observem que la fotografia és vertical, la cua de dones recorre verticalment l’enquadrament i la repetició dels cossos, les llambordes i els panots proporcionen un ritme a la fotografia amb unes geometries quadrades i lineals molt marcades. A nivell contextual, sabem que la fotografia està feta durant la Guerra Civil. Aquests aspectes fan que la imatge transmeti una calma tensa, entre la pausa i la por.
El fet que Mey Rahola decidís fotografiar amb aquestes ombres la cua del racionament, en què majoritàriament hi apareixen dones, també ens podria fer pensar en la importància que li vol donar l’autora a les heroïnes a l’ombra, totes les dones que es jugaven la vida i cuidaven de les famílies a la rereguarda. En l’obra fotogràfica de Rahola podem observar com l’autora se centra en moltes ocasions en el paper de la dona en la quotidianitat. A més, la mateixa fotògrafa era recordada per la seva filla com una dona autònoma, desimbolta, simpàtica, moderna d’idees i oberta a tot. Rahola s'identificava amb l’arquetip de dona nova que es trobava a les publicacions per a dones dels anys vint i trenta. Una dona moderna en un context patriarcal.
Les poques fotografies que va fer Rahola durant la Guerra Civil segurament no estaven fetes amb la intenció de ser publicades, ja que pel que sembla, no les va presentar ni exposar al llarg de la seva trajectòria. Concretament, la fotografia Cua del pa només hauria estat exposada a l’exposició, de caràcter antològic, Mey Rahola (1897-1959). La nova fotògrafa al Museu Nacional d’Art de Catalunya (MNAC), del 25 de novembre de 2022 a l'11 de setembre de 2023.
Amb aquesta exposició i per primer cop, el MNAC posa en valor la trajectòria d’aquesta fotògrafa pionera. A més, durant el 2020 i el 2021 es va adquirir un total de 14 de les seves obres a través del Pla Nacional de Fotografia, que es van poder veure a l’exposició.

## Els anys de la guerra civil
Amb l’esclat de la Guerra Civil Espanyola, la projecció pública de Mey Rahola en l’àmbit de la fotografia es va estroncar i, després de la derrota republicana, tant ella com la seva família van haver d’exiliar-se a Lió (França).
Durant els anys de la Guerra Civil Espanyola es conserven molt poques fotografies de l’autora, entre elles Cua del Pa i una fotografia de l’entrada de la rectoria del poble on estiuejava, Cadaqués, edifici convertit en seu del comitè antifeixista.
La interrupció de la pràctica fotogràfica prèvia al seu exili es pot atribuir a la dificultat d’aconseguir productes fotogràfics i al creixent control i censura que patien mitjans i professionals del sector. Segons el Butlletí de l'Agrupació Fotogràfica de Catalunya de gener-març de 1938, hi havia un decret del 10 de desembre de 1936 que obligava a declarar tots els aparells fotogràfics a la Comissaria General de Seguretat de Catalunya de la Via Laietana. A més, podem deduir que Rahola no tenia la possibilitat de sortir amb la càmera al carrer ja que les poques fotos que es conserven d’aquest període estan fetes des del terrat o des de dins de casa seva. La fotografia Cua del pa probablement està feta, de fet, des de la finestra de casa seva.